# Wetzlar (Kirchenbezirk)
Der Kirchenbezirk Wetzlar lag im nordöstlichen Teil des Bistums Limburg. Namensgebend war die Kreisstadt Wetzlar. Der Bezirk Wetzlar umfasste jedoch nicht nur Gemeinden auf dem Wetzlarer Stadtgebiet. Er ging von Waldsolms (Lahn-Dill-Kreis) im Süden bis nach Aßlar (Lahn-Dill-Kreis) im Norden.
Der Bezirk gehört flächenmäßig zu den kleineren Bistumsbezirken und hatte aufgrund der Diaspora-Situation nur etwa 31.000 Katholiken. Zum Vergleich: Das Bistum Limburg hat mit seinen 11 Bezirken insgesamt 669.271 (31. Dezember 2008 / AP2010). 
An die Stelle der Bezirke traten zum 1. Mai 2024 die Regionen.
Im Bezirk gab es drei Pastorale Räume. In ihnen waren 14 Kirchen- bzw. Pfarrgemeinden zusammengefasst:
- Pfarrei Unsere Liebe Frau Wetzlar (Pastoraler Raum Wetzlar-Stadt):
  - Dom Unserer Lieben Frau, Wetzlar mit Michaelskapelle
  - St. Bonifatius, Wetzlar
  - St. Markus, Wetzlar-Dalheim
  - St. Walburgis, Wetzlar-Niedergirmes

- Pfarrei St. Anna Biebertal (Pastoraler Raum Wetzlar-Nord)
  - Christ-König, Aßlar
  - St. Norbert, Aßlar-Werdorf
  - Maria Himmelfahrt, Ehringshausen
  - St. Anna, Katzenfurt
  - Mariä Schmerzen, Lahnau-Dorlar
  - St. Anna, Biebertal
  - St. Dreifaltigkeit, Krofdorf-Gleiberg
  - St. Johannes d.T., Lollar-Odenhausen
  - St. Raphael, Wettenberg-Wißmar
  - St. Nepomuk, Wetzlar-Dutenhofen

- Pfarrei St. Anna Braunfels (Pastoraler Raum Wetzlar-Süd) 
  - Hl. Familie, Hüttenberg und Oberkleen
  - Maria Hilf, Waldsolms-Brandoberndorf
  - Maria Himmelfahrt, Leun
  - St. Anna, Braunfels/Solms
  - St. Elisabeth, Solms
  - St. Josef, Schöffengrund-Schwalbach
  - St. Elisabeth, Solms-Burgsolms

Bezirksdekan ist kommissarisch Pfarrer Christian Fahl (Dillenburg).
Bezirksreferent Diakon Dr. Dr. Norbert Hark.

## Einrichtungen
Im ehemaligen Kirchenbezirk Wetzlar bestehen folgende Einrichtungen:
- Amt für Katholische Religionspädagogik, Wetzlar
- Caritasverband Wetzlar/Lahn-Dill-Eder
- KEB Bildungswerk Wetzlar
- KEB Bildungswerk Wetzlar-Lahn-Dill-Eder
- kfd Bezirk, Wetzlar
- Referat Pastorale Dienste im kath. Bezirksbüro, Wetzlar
- Gertrudishaus Bezirksbüro Wetzlar
- Katholische Fachstelle für Jugendarbeit, Wetzlar

## Besonderheiten
Der Wetzlarer Dom: Seit der Reformation wird er von katholischen und evangelischen Christen gleichermaßen genutzt. Dieses Simultaneum inspirierte die Domgemeinde dazu, auch einen gemeinsamen Internetauftritt beider Konfessionen einzurichten.
Im August 2008 geriet der damalige Bezirksdekan Peter Kollas in die öffentliche Medienberichterstattung, als er vom Limburger Bischof Franz-Peter Tebartz-van Elst abberufen wurde. Der Dekan hatte an einem Segnungsgottesdienst für ein schwules Paar, das zuvor am Standesamt war, im Wetzlarer Dom mitgewirkt. Als Grund für die Abberufung wurde von Seiten des Bistums auf die Lehre der katholischen Kirche verwiesen, nach der eine Segnung homosexueller Lebensgemeinschaften nicht möglich sei.

## Belege
1. 1 2 3 4  Portal des Bistums Limburg: Home (Memento vom 10. Februar 2014 im Internet Archive)
2. ↑  Statut für die kurialen Leitungsstrukturen des Bistums Limburg, für die Regionen und für das Bischöfliche Ordinariat Limburg (Bistumsstatut). In: Amtsblatt des Bistums Limburg. S. 687 ff. (bistumlimburg.de [PDF]).
3. ↑  Pressemitteilung des Bistums
4. ↑  Hessischer Rundfunk: Bischof setzt Dekan ab (Memento vom 12. September 2008 im Internet Archive)